# 福岡黒田忍者隊
福岡黒田忍者隊（ふくおかくろだにんじゃたい）は、福岡県福岡市東区社領にある特定非営利活動法人福岡忍者普及協会（ワーサル福岡校）が本部事務局となり、福岡に残る忍者文化の発掘、保存、普及、または福岡の観光PRや訪日外国人のおもてなしを行い、福岡の観光事業に寄与するための団体である。略称は黒田忍者（くろだにんじゃ）。姉妹チームとして忍野 しのびの里を拠点とする忍者集団「靁凮刄」（ワーサル）がある。

## 概要
2020年（令和2年）2月22日、一般社団法人日本記念日協会に認定されている「忍者の日」に結成。世界的に人気度が高く、世界共通ワードとして認知されている忍者=Ninjaを活用して、福岡県内の観光PRや訪日外国人のおもてなし等を行う目的で結成されたチーム。その他には「福岡忍者普及協会」として福岡に残る忍者の歴史調査や「毎月学べる忍者ワークショップ」なども行っている。メンバー全員が高い身体能力の持ち主で、いかにも忍者といったアクロバットな動きが特徴的なグループであり、見る者を圧倒する。
「福岡市文化・エンターテイメント活動支援事業」により、テーマソングとMV『NOW GO ON NINJA!!』（SCRAPS/LYRICAMUSICA）を制作。
福岡県内各地域のご当地忍者として、中間猫城忍者隊（中間市）や立花忍者衆（新宮町）など呼称を変えての活動も行っている。
メンバー全員がアクロバットを得意とし、2022年に「最多人数での同時バク転」（Most people doing back handsprings）でギネス世界記録に認定された。

## 主な公演実績
※2020年までは前身団体『靁凮刄 福岡支部』として
- 2018年 エンゼルスタジアム JAPAN DAY
- 2019年 平戸城300周年記念、ラグビーワールドカップ2019大分開催記念（府内城）
- 2020年 西鉄香椎花園
- 2021年 中間猫城忍者祭（中間市）、道雪公まつり（新宮町）、ランドセルお祓い式（紅葉八幡宮）
- 2022年 謙信公祭り（上越市）、メートプラザ佐賀、最多人数での同時バク転（ワーサル）
- 2023年 2023年世界水泳選手権、台湾公演2WEEK（台中市）、黒田武士まつり（光雲神社）、大分国際車いすマラソン
- 2024年 キャナルシティ劇場（福岡市）・I'M A SHOW（有楽町）（靁凮刄合同公演）

## 所属メンバー
| 忍者名      | 読み              | 得意技                                                                            |
| ----------- | ----------------- | --------------------------------------------------------------------------------- |
| 角田才蔵    | つのださいぞう    | 靁凮刄＆福岡黒田忍者隊の"頭領" 真剣を得意とし各種の武具を使いこなすベテランの忍者 |
| 涌          | わく              | ベテランの忍者兼スタントマン ※火薬類取扱保安責任者（甲種）保持                    |
| 汐音        | しおん            | 篠笛や和太鼓を得意とするくノ一                                                    |
| 一颯        | いぶき            | 小学生時代から忍術修行に励み、軽業を得意とする忍                                  |
| 一京        | いっけい          | アクロバット・トリッキングを得意とする忍                                          |
| 小町        | こまち            | 応援の舞(チアリーディング)が特技のくノ一 ※教員免許(体育)保持                      |
| 五右衛門    | ごえもん          | アクション歴の長いベテランの忍者。若い忍たちの育成に取り組んでいる                |
| 和太鼓人 壱 | わだいこにん いち | 大太鼓を操る孤高の者 異国の方に日本文化を広く紹介する活動にも意欲的               |
| 兎月        | うずき            | 複数の身体技を組み合わせ人々を魅了する若き忍び 細身だが隆々とした筋肉がポイント   |
| 蒼          | あお              | まだまだ修行の身。日々行う修行の最中 身にまとう衣が青だったことから「蒼」と拝命   |
| お雪        | おゆき            | ラジオやMCをはじめとした話術が得意 ※元中学校英語教師                              |